# Коровников, Дмитрий Николаевич
Дмитрий Николаевич Коровников (25 октября 1886, Петербургская губерния — 1936, Загреб) — русский военный лётчик, капитан, участник Первой мировой войны, кавалер Георгиевского оружия (1915). После Октябрьской революции присоединился к Белому движению, был произведён в полковники. После поражения Белого движения жил в эмиграции в Югославии.

## Биография
Дмитрий Коровников родился 25 октября 1886 года в Петербургской губернии в семье мещан, происходивших из Ковенской губернии. Его отец также был военнослужащим, и к моменту рождения сына имел чина штабс-капитана. Общее образование получил во Втором кадетском корпусе, который окончил в 1906 году, затем до 1908 года обучался в Павловском военное училище.
15 июня 1908 года был выпущен из училища в 8-й саперный батальон в звании подпоручика. 29 сентября 1910 года был направлен в переменный состав Офицерской воздухоплавательной школы Санкт-Петербурга, в том же году окончил Офицерский класс учебного воздухоплавательного парка, а следующем году окончил и саму школу. 1 октября 1911 года был произведён в чин поручика. 10 октября 1911 года был назначен младшим офицером 4-й воздухоплавательной роты. 24 марта 1912 года Коровников был командирован в Авиационный отдел Офицерской воздухоплавательной школы, который окончил в 1913 году. 24—27 августа 1912 года участвовал в качестве военного лётчика в Красносельских военных маневрах, на которых впервые в России отрабатывалось выполнение аэропланами боевых задач в интересах сухопутных войск; во время маневров его аэроплан потерпел аварию из-за отказа мотора в воздухе, но лётчик остался цел. 28 января 1913 года получил звание военного лётчика. 24 апреля 1913 года был переведён в 8-ю воздухоплавательную роту, а 1 мая был назначен младшим офицером авиационного отряда роты. 25 мая 1913 года занял должность младшего офицера 14-го авиационного отряда, а вскоре после этого стал исправляющим должность начальника отряда.
Принимал участие в воздушных боях Первой мировой войны. 12 августа 1914 года, рискуя жизнью, восстановил линии связи между отрядами, что способствовало согласованию действий между ними. 24 декабря 1916 года был удостоен Георгиевского оружия. Со 2 февраля 1915 года служил во 2-м авиационном отряде. 12 августа 1915 стал начальником 14-го корпусного авиационного отряда. 8 марта 1916 года был произведён в чин штабс-капитана. 23 сентября 1916 года был назначен исправляющим должность командира 11-го авиационного дивизиона, а 1 октября того же года — помощником командира 2-го авиационного дивизиона. 27 января 1917 года стал исправляющим должность помощника командира 7-го авиационного дивизиона. 9 февраля 1917 года Коровников был произведён в капитанский чин. 28 июня того же года вступил в должность командира 8-го авиационного дивизиона. В июле 1917 года стал командующим 7-м авиационным дивизионом, а с 28 января 1918 года — 7-го авиационного дивизиона.
После Октябрьской революции присоединился к Белому движению, служил в Донской и Добровольческой армиях Вооружённых сил Юга России (ВСЮР). 19 января 1919 года был назначен в комиссию по объединению и организации авиации. Затем состоял при Управлению авиации ВСЮР. В том же году занял должность штаб-офицера для поручений управления начальника авиации. В начале 1920 года Коровников был эвакуирован из Новороссийска на судне «Владимир» на греческий остров Лемнос, однако уже 16 октября того же года выехал в Крым на корабле «Херсон». После прибытия на место и вплоть до эвакуации служил в авиации Русской армии Врангеля. По состоянию на 18 декабря 1920 года служил в 1-й роте Авиационного батальона Технического полка, который дислоцировался на Галлипольском полуострове. Был произведён в полковники. Эмигрировал в Югославию. Скончался в 1936 году в Загребе.

## Семья
Жена — Ксения Дмитриевна. У них было двое сыновей: М. Коровников (1922—2006) и Николай.

## Награды
Дмитрий Николаевич был удостоен следующих наград:
- Георгиевское оружие (Высочайший приказ от 24 декабря 1916[8])
— «за то, что, 12-го августа 1914 г., с явной опасностью для жизни, восстановил утраченную связь между важными, по боевым обстоятельствам, отрядами, чем способствовал согласованности действий указанных отрядов»
- Орден Святого Владимира 4-й степени с мечами и бантом (Высочайший приказ от 5 ноября 1914)
— «за отличие в период боев под г. Люблином с 13 августа по 19 августа 1914 г.»;
- Орден Святой Анны 2-й степени с мечами (Высочайший приказ от 1 апреля 1916);
- Орден Святой Анны 3-й степени (7 марта 1913); мечи и бант к ордену (Высочайший приказ от 19 июня 1915);
- Орден Святой Анны 4-й степени с надписью «За храбрость» (Высочайший приказ от 25 ноября 1914)
— «за отличие в период боев под г. Люблином с 19 августа по 1 сентября 1914 г.»;
- Орден Святого Станислава 2-й степени с мечами (Высочайший приказ от 3 марта 1915)
«за отличие в период боев на р. Висле с 1 сентября по 14 октября 1914 г.»;
- Орден Святого Станислава 3-й степени (1 августа 1914); мечи и бант к ордену (Высочайший приказ от 19 июня 1915).